# Kanton Lourdes-1
 Lourdes-1  is een kanton van het Franse departement Hautes-Pyrénées. Het kanton maakt deel uit van het arrondissement Argelès-Gazost.

In 2019 telde het 11.544 inwoners.

Het kanton werd gevormd ingevolge het decreet van 25 februari 2014 met uitwerking op 22 maart 2015, met Lourdes als hoofdplaats.

## Gemeenten
Het kanton omvat volgende gemeenten: 
- Aspin-en-Lavedan
- Barlest
- Bartrès
- Loubajac
- Lourdes (hoofdplaats) ( westelijk deel)
- Omex
- Ossen
- Peyrouse
- Poueyferré
- Saint-Pé-de-Bigorre
- Ségus
- Viger